# (16715) Trettenero
(16715) Trettenero (1995 UN5) – planetoida z pasa głównego asteroid okrążająca Słońce w ciągu 5,63 lat w średniej odległości 3,16 j.a. Odkryta 20 października 1995 roku.